# The Jucklins
The Jucklins è un film muto del 1921 diretto da George Melford. La sceneggiatura di Frank Condon si basa sul romanzo omonimo di Opie Read, pubblicato a Chicago nel 1896.

## Produzione
Il film, con il titolo di lavorazione The Fighting Schoolmaster, fu prodotto dalla Famous Players-Lasky Corporation (A George Melford Production).

## Distribuzione
Il copyright del film, richiesto dalla Famous Players-Lasky Corp., fu registrato l'8 dicembre 1920 con il numero LP15903.
Distribuito dalla Famous Players-Lasky Corporation e Paramount, il film - presentato da Jesse L. Lasky - uscì nelle sale statunitensi il 9 gennaio 1921.
Non si conoscono copie ancora esistenti della pellicola che viene considerata presumibilmente perduta.